# Кріс Г'юн
Кріс Г'юн (англ. Chris Huhne, повне ім'я — Christopher Murray Paul Huhne; нар. 2 липня 1954, Лондон) — британський політик, міністр у справах енергетики і зміни клімату з 12 травня 2010 до 5 лютого 2012.

## Біографія
Закінчив Оксфордський університет, де вивчав філософію, політологію й економіку. В університеті брав участь у роботі студентської організації лейбористів; після 1981 приєднався до Соціал-демократичної партії, яка відкололась від лейбористів. Працював в рейтингових агентствах (зокрема, був одним із засновників рейтингового агентства Sovereign Ratings IBCA, яке в 1997 році злилося з Fitch Group) і в журналістиці.
На виборах 1983 балотувався до Палати громад від округу Reading East і посів друге місце, набравши 13 008 (27,4 %) голосів. У 1999 році був обраний депутатом Європарламенту від Південно-Східної Англії, в 2005 році — Палати громад від округу Eastleigh. У 2006 році брав участь у виборах лідера ліберальних демократів, однак поступився Мензісу Кемпбеллу. 18 грудня 2007 знову брав участь у виборах лідера партії, але програв з незначним відривом Ніку Клеггу.
У 2011 році напередодні референдуму про введення преференційного голосування звинуватив свого колегу, міністра і віце-голову консерваторів Сайіду Варсі в пропаганді в стилі Геббельса за твердження про те, що нова виборча система сприятиме приходу в парламент екстремістських партій.
Голосував за подальшу інтеграцію в Євросоюз, за заборону куріння в громадських місцях, за виборну Палату лордів, проти заміни ракет Трайдент.